# 719
سنة 719 م كانت سنة بسيطة تبدأ يوم الأحد (الرابط يظهر نموذج التقويم الكامل للسنة) من التقويم اليولياني. بدأت تسمية السنة ب719 منذ العصور الوسطى المبكرة، عندما أصبح تقويم أنو دوميني هو الأسلوب السائد في أوروبا لتسمية السنوات.

## أحداث
- بداية الفتح الإسلامي للغال في 719 والتي انتهت في 759.

## وفيات
- أرتيميوس أناستاسيوس الثاني
- حفصة بنت سيرين
- رادبود (ملك الفريزيين)